# فليتوود تاون
نادي فليتوود تاون هو نادي كرة قدم تابع للرابطة الإنجليزية مقره في مدينة فليتوود، تأسس في عام 1997.